# 钝脊眼子菜
钝脊眼子菜（学名：Potamogeton octandrus var. minduhikimo）为眼子菜科眼子菜属下的一个变种。

## 扩展阅读
- 維基物種上的相關：钝脊眼子菜